# Mariakapel (Swolgen)

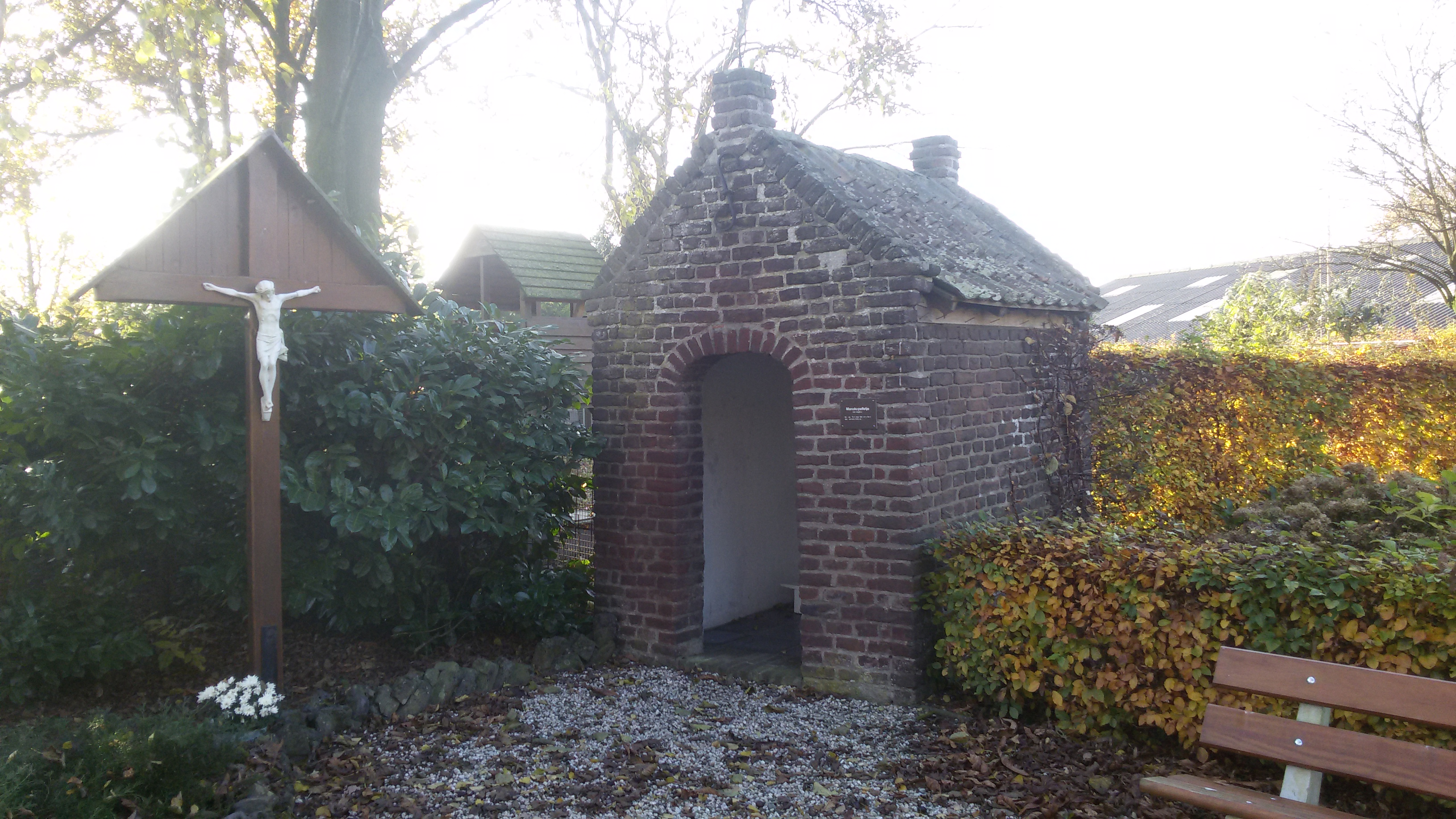
De Mariakapel met wegkruis

De Mariakapel is een kapel in Swolgen in de Nederlands Noord-Limburgse gemeente Horst aan de Maas. De kapel staat ten noordwesten van het dorp aan de Donkstraat nabij de plaats waar de Donkerhoek hier op uitkomt. Naast de kapel staat een houten wegkruis.
De kapel is gewijd aan Maria.

## Geschiedenis
In 1834 werd de kapel door Gerardus Aerts (woonachtig op de Erckenshof) gebouwd op het grondgebied van de boerderij.
In 1980 werd de kapel gerestaureerd.

## Bouwwerk
De open bakstenen kapel is opgetrokken op een rechthoekig plattegrond en wordt gedekt door een zadeldak met pannen. De kapel heeft geen vensters. De frontgevel en achtergevel zijn een puntgevel die getopt wordt met een smalle bakstenen kolom. Op de kolom van de frontgevel staat een metalen kruis. In de frontgevel bevindt zich de korfboogvormige toegang met hierboven een S-vormig muuranker.
Van binnen is de kapel wit gepleisterd en heeft het een witte houten achterwand. In de achterwand is een rechthoekige nis aangebracht die wordt afgesloten met een smeedijzeren hekje met daarop de initialen en datum: G.A. 1834. In de nis staat een beeldje van Onze-Lieve-Vrouw van Lourdes die een biddende Maria toont met haar handen samengevouwen.